# Orchardton Tower
Orchardton Tower ist die Ruine eines Wohnturms in der schottischen Council Area Dumfries and Galloway. Historisch lag er in der traditionellen Grafschaft Kirkcudbrightshire. Das Gebäude liegt etwa 6,1 Kilometer südlich von Dalbeattie und 1,7 Kilometer südlich des Dorfes Palnackie. Orchardton Tower ist das einzige zylindrische Tower House in Schottland und gilt als Scheduled Monument.

## Geschichte
Die Familie Cairns, die Orchardton Tower erbauen ließ, war mit der Gegend seit Anfang des 15. Jahrhunderts verbunden. Alexander Cairns war bis zu seinem Tod 1422 Provost von Lincluden, das heute zu Dumfries gehört. Sein Bruder, John Cairns, war Zollbeamter in Linlithgow. Er war auch Militäringenieur und für den Entwurf des eindrucksvollen King David’s Tower auf Edinburgh Castle verantwortlich, der 1573 zerstört wurde. Sein Erbe, ein weiterer John Cairns, der Sohn seines Neffen, erhielt 1456 die Ländereien von Irisbuitle oder Orchardton. Die Belehnung mit Ländereien, die vorher dem Clan Douglas gehört hatten, war möglicherweise der Lohn für die Unterstützung König Jakobs II. bei seinem erfolgreichen Kampf gegen die Macht der „Black“ Earls of Douglas. Bald danach ließ John Cairns Orchardton Tower bauen. Die Tatsache, dass Rundtürme in Irland üblich waren, führte zu Spekulationen über einen irischen Einfluss in Orchardton. Man fand aber keine besondere Verbindung.
Der Enkel von John Cairns war 1527 zur Unterstützung seiner Verwandten Agnew und Lochinvar beim Mord an Thomas McLellan of Bombie vor der St Giles’ Cathedral in Edinburgh anwesend. Nach Williams Tod 1558 wurde das Anwesen zwischen seinen drei Töchtern aufgeteilt. Der Teil mit der Burg darauf wurde um 1582 an Sir Robert Maxwell of Spottis verkauft, der bereits weitere Teile des Anwesens gekauft hatte. Maxwell war ein Cousin des 7. Lord Maxwell, sein einziger Sohn Robert Maxwell wurde 1663 zum Baronet, of Orchardtoun, erhoben.
Maxwells Nachkommen wurden in der schottischen Reformation mit dem Rest des Landes aufgeteilt. Mungo Maxwell (* 1700) wurde aus religiösen Gründen von seinen Halbbrüdern enterbt. Sein Sohn, ein weiterer Robert Maxwell, wurde in Frankreich aufgezogen und erhielt einen Ruf zur französischen Armee. Nach Ableistung seines Dienstes in Frankreich nahm er 1745 am zweiten Jakobitenaufstand teil. Er wurde in der Schlacht bei Culloden verwundet und fiel in Gefangenschaft, wo sein Ruf erkannt wurde und er so der Hinrichtung entging. Als ausländischer Soldat wurde er wie ein Kriegsgefangener und nicht wie ein Aufrührer behandelt.
Robert Maxwell kehrte für eine gewisse Zeit nach Frankreich zurück, bevor er sich zum Protestantismus bekehrte, um sein rechtmäßiges Erbe anzutreten. 1753 musterte er bei der französischen Armee ab und kehrte nach Schottland zurück, wo er ein langes Gerichtsverfahren anstrengte, das 1771 mit seiner Bestätigung als Sir Robert Maxwell, 7. Baronet, endete. Diese Vorgänge dienten Sir Walter Scott als Vorlage für seine Novelle Guy Mannering.
Robert Maxwell ließ Orchardton Castle, eine neue, komfortablere Wohnstatt, erbauen. Seine Finanzgeschäfte aber führten ihn in den Bankrott und 1785 wurde das Anwesen an die Familie Douglas verkauft. Vermutlich lebte danach niemand mehr in dem Tower House.

## Beschreibung
Der runde Turm stand in der Nordostecke eines befestigten Hofes oder Einfriedung, die Schutz für Vieh bot und mit Lagerkellern, einem Backhaus und vermutlich einem Rittersaal im Obergeschoss ausgestattet war. Der Turm selbst enthielt nur Wohnräume und konnte über eine – vermutlich bewegliche – Treppe betreten werden; sie führte von Hof zur Eingangstür im 1. Obergeschoss. Der heutige Eingang auf der Nordseite des Turms wurde erst im 17. oder 18. Jahrhundert eingebaut. Aus einem vorhandenen Fenster wurde eine Tür gemacht, die über eine feste Steintreppe zugänglich ist.
Der Turm ist 11 Meter hoch und hat einen Durchmesser von etwa 9 Meter, der nach oben hin etwas abnimmt. Den oberen Abschluss der Mauern bildet eine hervorstehende Brüstung. Eine Wendeltreppe in der 1,8 Meter dicken Mauer endet oben in einem „Caphouse“ mit Giebeln. Das Erdgeschoss bilden eine Reihe von Lagerkellern mit Gewölbedecken. Darüber liegt der Hauptraum mit einem offenen Kamin, tief in die Mauern eingelassenen Fenstern mit Sitzen und einem gemeißelten Lavabo oder Piscina. Darüber befanden sich wohl zwei weitere Räume, aber ihre Holzdecken sind inzwischen eingestürzt.